# 파라 포셋
파라 포셋(Farrah Fawcett, 1947년 2월 2일 ~ 2009년 6월 25일)은 미국의 배우이며, 깃털 장식의 금발 머리로 1970년대 팬들의 다수에 의하여 도입된 스타일에 영감을 준 핀업 걸이기도 하였다. 텔레비전 시리즈 《미녀 삼총사》(1976~77)에서 탐정 "질 먼로" 역을 맡으면서 유명해졌으며, 에미 상 후보에까지 오르기도 하였다.

## 생애와 경력
본명은 매리 파라 레니 포셋(Mary Farrah Leni Fawcett)이며, 텍사스주 코퍼스크리스티에서 태어났다. 텍사스 대학교 오스틴 재학 중, 캠퍼스에서 10명의 가장 아름다운 미인들 10명 중의 한명으로 임명되면서 그녀의 경력이 시작되었고, 홍보 담당자로서 촬영에 적합한 여배우로 헐리우드로 가는 용기를 얻었다.
거기서 배우 리 메이저스(포셋과 결혼, 1973~82)의 지도 아래 포셋은 자신의 경력을 착수하였다. 빨간 수영복 차림과 번쩍이게 눈부신 미소가 나온 그녀의 옷차림 포스터는 우상적이 되어 6백만 장의 복사들을 팔았다. 다른 추천된 상품들로는 런치 박스, 가발, 베개, 티셔츠를 포함한다.
더 많은 도전적 역들을 추구하기 위하여 《미녀 삼총사》 쇼를 떠났어도, 텔레비전용으로 만들어진 드라마들에 나올 때까지 성공을 거두지 못하였다.
텔레비전을 위한 1980년대 영화들의 조종에 이어, 포셋은 큰 화면 영화 《사도》(1997)에서 그녀의 심각한 역으로 명성을 얻었다. 같은 해, 50세의 나이로 활기 있는 비디오 《플레이보이:파라 포셋, 나의 전부》에서 자신의 나긋나긋한 인물상을 유리 진열하면서 팬들을 기쁘게 하였다.
2006년 항문암의 진단에 이어, 영화 《날개와 기도하는 사람:파라의 인생을 위한 투쟁》(2008)과 텔레비전 영화 《파라의 이야기》(2009)에서 자신의 투쟁을 이야기하였다.
2009년 6월 25일 마이클 잭슨과 같은 날에 로스앤젤레스에서 사망했다.

## 출연작

### 텔레비전 드라마
- 미녀 삼총사(1976~77)

### 영화
- 썬 번(1979년)
- 사도(1997년)
- 닥터 T(2000년)
- 쿡 아웃(2004년)
- 아빠수업